# シェフィールド・ユナイテッドFC
シェフィールド・ユナイテッド・フットボール・クラブ（Sheffield United Football Club、イギリス英語発音: [ˈʃefiːld juːˈnaitid ˈfutˌbɔːl klʌb]）は、イングランド中部・シェフィールドをホームタウンとするプロサッカークラブ。2024-25シーズンからはEFLチャンピオンシップに所属。愛称はブレイズ（The Blades）。
イングランドの中でユナイテッドと冠するクラブとしては現存する最古のチームである。なお、ユナイテッドを冠する最古のチームは、現在活動しておらず、消滅しているプリマス・ユナイテッドFC。
最大のライバルであるシェフィールド・ウェンズデイと並ぶシェフィールドを代表するクラブチームで、ウェンズデイとの直接対決はスティール・シティ・ダービーとして盛り上がる。
俳優のショーン・ビーンが、このクラブの熱狂的なサポーターであることで知られている（現在は役員でもある）。ホーム・スタジアムの試合では、しばしばスタンドで観戦している様子がテレビに映し出されている。

## 概要
1889年3月22日にシェフィールド・ユナイテッド・クリケット・クラブとして創設。1895年から1925年までの30年間は、1898年にフットボールリーグ、1899年、1902年、1915年、1925年にFAカップで優勝するなど、クラブの全盛期であった。2006-07シーズンはプレミアリーグ昇格を果たしたものの、1年で降格となっている。2010-11シーズンには23位となり、フットボールリーグ1へ降格となってしまった。
2011-12シーズンより2季連続でチャンピオンシップへの昇格プレーオフ圏内には入ったものの、いずれも敗れてチャンピオンシップへの昇格を逃している。
2016年5月12日、解任されたナイジェル・アドキンスの後任としてクリス・ワイルダーが3年契約で監督に就任すると、2016-17シーズンはクラブ記録となる勝ち点100を達成してリーグ1で優勝し、チャンピオンシップ昇格。チャンピオンシップ復帰初年度の2017-18シーズンは10月末にアウェーでのリーズ・ユナイテッド戦に2-1で勝利して首位に浮上するなど、大半はプレーオフ圏内に位置したが、最終的に10位でシーズンを終えた。翌2018-19シーズンは、自動昇格圏の2位に入り、2006-07シーズン以来のプレミアリーグ復帰を果たした。
プレミアリーグ復帰初年度の2019-20シーズンは9位で終え、1991-92シーズンの9位以来の高順位だった。2020-2021シーズンは好調だった前シーズンと対照的に、開幕から４連敗と躓くと2020年は未勝利に終わり、初勝利は年明け2021年１月12日のニューカッスル戦（1-0）まで時間を要した。結果、４月17日のプレミアリーグ第32節、ウォルバーハンプトン戦(0-1)で敗れ６試合を残して降格が決定した。これはイプスウィッチ（1994-95）、ダービー（2007-08）、ハダースフィールド（2018-19）と並び、同リーグ史上最速タイであった。
2022-2023シーズンはFAカップで5回戦でトッテナム・ホットスパーを下すなど、準決勝まで進出した。準決勝ではマンチェスター・シティに0−3で敗れた。2023年4月26日にウェスト・ブロムウィッチに勝利した結果、EFLチャンピオンシップ2位が確定し、3季ぶりのプレミアリーグ復帰が決定した。
3年ぶりの挑戦となった2023-2024シーズンのプレミアリーグは大苦戦し、10試合を終えた時点で勝ち点わずか「1」とプレミアリーグ史上最低の成績となり、2023年12月にポール・ヘッキングボトム監督を解任した。後任としてかつて同クラブを率いていたクリス・ワイルダーを招聘したが、その後も調子は上向くことなく、第35節ニューカッスル戦に敗れたことにより、3試合を残しての降格が決定した。ニューカッスル戦で0-8、アストン・ヴィラ戦とブライトン戦とバーンリー戦で0-5、アーセナル戦で0-5、0-6など、とにかく大量失点が多く、クリーンシートは12月9日のブレントフォード戦のみであった。最終的に3勝7分け28敗の勝ち点16にとどまり、総得点「35」に対して総失点は「104」を記録。プレミアで最多失点を記録したスウィンドン・タウン（1993－94シーズンに100失点。42試合）を上回り、38試合でプレミアリーグ史上最多失点記録を更新した。それに留まらず、プレミアリーグ創設（1992年）前も含めたイングランド１部リーグのシーズン最多失点記録（1908-1909シーズンのレスターの「102」）をも上回り、イングランドにおけるトップリーグの最多失点記録を115年ぶりに更新した。
2024-25シーズンは自動昇格争いに加わるも、リーズ・ユナイテッドとバーンリーに徐々に離され、3位で昇格プレーオフに回る。準決勝では6位のブリストル・シティを難なく降すも、決勝では4位のサンダーランドに惜敗し、昇格を逃した。

## タイトル

### 国内タイトル
- フットボールリーグ・ディヴィジョン1(旧1部)

1897-98
- フットボールリーグ・ディヴィジョン2

1952-53
- フットボールリーグ・ディヴィジョン4

1981-82
- フットボールリーグ1

2016-17
- FAカップ

1898-99, 1901-02, 1914-15, 1924-25

### 国際タイトル
- なし

## 過去の成績
| シーズン | リーグ              | リーグ | リーグ | リーグ | リーグ | リーグ | リーグ | リーグ | リーグ | FAカップ     | リーグ杯   | 欧州カップ / その他 | 欧州カップ / その他 | 最多得点者                                       | 最多得点者 |
| シーズン | ディビジョン        | 試     | 勝     | 分     | 敗     | 得     | 失     | 点     | 順位   | FAカップ     | リーグ杯   | 欧州カップ / その他 | 欧州カップ / その他 | 選手                                             | 得点数     |
| -------- | ------------------- | ------ | ------ | ------ | ------ | ------ | ------ | ------ | ------ | ------------ | ---------- | ------------------- | ------------------- | ------------------------------------------------ | ---------- |
| 1992-93  | FAプレミアリーグ    | 42     | 14     | 10     | 18     | 54     | 53     | 52     | 14位   | 準決勝敗退   | 3回戦敗退  |                     |                     | ブライアン・ディーン                             | 14         |
| 1993-94  | FAプレミアリーグ    | 42     | 8      | 18     | 16     | 42     | 60     | 42     | 20位   | 3回戦敗退    | 2回戦敗退  |                     |                     | ヨーステイン・フロー                             | 9          |
| 1994-95  | ディヴィジョン1     | 46     | 17     | 17     | 12     | 74     | 55     | 68     | 8位    | 3回戦敗退    | 3回戦敗退  |                     |                     | ネイサン・ブレイク                               | 17         |
| 1995-96  | ディヴィジョン1     | 46     | 16     | 14     | 16     | 57     | 54     | 62     | 9位    | 4回戦敗退    | 2回戦敗退  |                     |                     | ネイサン・ブレイク                               | 12         |
| 1996-97  | ディヴィジョン1     | 46     | 20     | 13     | 13     | 75     | 52     | 73     | 5位    | 3回戦敗退    | 2回戦敗退  |                     |                     | ピョートル・カチューラガレス・テイラー           | 12         |
| 1997-98  | ディヴィジョン1     | 46     | 19     | 17     | 10     | 69     | 54     | 74     | 6位    | 準決勝敗退   | 3回戦敗退  |                     |                     | ブライアン・ディーン                             | 11         |
| 1998-99  | ディヴィジョン1     | 46     | 18     | 13     | 15     | 71     | 66     | 67     | 8位    | 5回戦敗退    | 2回戦敗退  |                     |                     | マルセロ                                         | 16         |
| 1999-00  | ディヴィジョン1     | 46     | 13     | 15     | 18     | 59     | 71     | 54     | 16位   | 4回戦敗退    | 2回戦敗退  |                     |                     | マーカス・ベント                                 | 15         |
| 2000-01  | ディヴィジョン1     | 46     | 19     | 11     | 16     | 52     | 49     | 68     | 10位   | 3回戦敗退    | 3回戦敗退  |                     |                     | ポール・デブリン デイビット・ケリー              | 6          |
| 2001-02  | ディヴィジョン1     | 46     | 15     | 15     | 16     | 53     | 54     | 60     | 13位   | 4回戦敗退    | 2回戦敗退  |                     |                     | カール・アサバ                                   | 7          |
| 2002-03  | ディヴィジョン1     | 46     | 23     | 11     | 12     | 72     | 52     | 80     | 3位    | 準決勝敗退   | 準決勝敗退 |                     |                     | マイケル・ブラウン                               | 16         |
| 2003-04  | ディヴィジョン1     | 46     | 20     | 11     | 15     | 65     | 56     | 71     | 8位    | 準々決勝敗退 | 2回戦敗退  |                     |                     | ジャック・レスター                               | 12         |
| 2004-05  | チャンピオンシップ  | 46     | 18     | 13     | 15     | 57     | 56     | 67     | 8位    | 5回戦敗退    | 3回戦敗退  |                     |                     | アンディー・グレー                               | 15         |
| 2005-06  | チャンピオンシップ  | 46     | 26     | 12     | 8      | 76     | 46     | 90     | 2位    | 3回戦敗退    | 3回戦敗退  |                     |                     | ニール・シッパーリー                             | 11         |
| 2006-07  | プレミアリーグ      | 38     | 10     | 8      | 20     | 32     | 55     | 38     | 18位   | 3回戦敗退    | 3回戦敗退  |                     |                     | ロブ・フルス                                     | 8          |
| 2007-08  | チャンピオンシップ  | 46     | 17     | 15     | 14     | 56     | 51     | 66     | 9位    | 5回戦敗退    | 4回戦敗退  |                     |                     | ジェームズ・ビーティー                           | 22         |
| 2008-09  | チャンピオンシップ  | 46     | 22     | 14     | 10     | 64     | 39     | 80     | 3位    | 5回戦敗退    | 3回戦敗退  |                     |                     | ジェームズ・ビーティー                           | 12         |
| 2009-10  | チャンピオンシップ  | 46     | 17     | 14     | 15     | 62     | 55     | 65     | 8位    | 4回戦敗退    | 1回戦敗退  |                     |                     | リチャード・クレスウェル                         | 12         |
| 2010-11  | チャンピオンシップ  | 46     | 11     | 9      | 26     | 44     | 79     | 42     | 23位   | 3回戦敗退    | 1回戦敗退  |                     |                     | チェド・エバンス                                 | 9          |
| 2011-12  | フットボールリーグ1 | 46     | 27     | 9      | 10     | 92     | 51     | 90     | 3位    | 4回戦敗退    | 2回戦敗退  |                     |                     | チェド・エバンス                                 | 29         |
| 2012-13  | フットボールリーグ1 | 46     | 19     | 18     | 9      | 56     | 42     | 75     | 5位    | 4回戦敗退    | 1回戦敗退  |                     |                     | ニック・ブラックマン                             | 13         |
| 2013-14  | フットボールリーグ1 | 46     | 18     | 13     | 15     | 48     | 46     | 67     | 7位    | 準決勝敗退   | 1回戦敗退  |                     |                     | クリス・ポーター                                 | 7          |
| 2014-15  | フットボールリーグ1 | 46     | 19     | 14     | 13     | 66     | 53     | 71     | 5位    | 4回戦敗退    | 準決勝敗退 |                     |                     | ジョゼ・バクスターマーク・マクナルティ           | 13         |
| 2015-16  | フットボールリーグ1 | 46     | 18     | 12     | 16     | 64     | 59     | 66     | 11位   | 3回戦敗退    | 2回戦敗退  |                     |                     | ビリー・シャープ                                 | 21         |
| 2016-17  | フットボールリーグ1 | 46     | 30     | 10     | 6      | 92     | 47     | 100    | 1位    | 2回戦敗退    | 1回戦敗退  |                     |                     | ビリー・シャープ                                 | 30         |
| 2017-18  | チャンピオンシップ  | 46     | 20     | 9      | 17     | 62     | 55     | 69     | 10位   | 5回戦敗退    | 2回戦敗退  |                     |                     | レオン・クラーク                                 | 19         |
| 2018-19  | チャンピオンシップ  | 46     | 26     | 11     | 9      | 78     | 41     | 89     | 2位    | 3回戦敗退    | 1回戦敗退  |                     |                     | ビリー・シャープ                                 | 24         |
| 2019-20  | プレミアリーグ      | 38     | 14     | 12     | 12     | 39     | 39     | 54     | 9位    | 準々決勝敗退 | 3回戦敗退  |                     |                     | オリヴァー・マクバーニーリス・ムセ               | 6          |
| 2020-21  | プレミアリーグ      | 38     | 7      | 2      | 29     | 20     | 63     | 23     | 20位   | 準々決勝敗退 | 2回戦敗退  |                     |                     | デイビッド・マクゴールドリック                   | 9          |
| 2021-22  | チャンピオンシップ  | 46     | 21     | 12     | 13     | 63     | 45     | 75     | 5位    | 3回戦敗退    | 3回戦敗退  |                     |                     | ビリー・シャープ                                 | 15         |
| 2022-23  | チャンピオンシップ  | 46     | 28     | 7      | 11     | 73     | 39     | 91     | 2位    | 準決勝敗退   | 1回戦敗退  |                     |                     | オリヴァー・マクバーニーイリマン・エンディアイエ | 15         |
| 2023-24  | プレミアリーグ      | 38     | 3      | 7      | 28     | 35     | 104    | 16     | 20位   | 4回戦敗退    | 2回戦敗退  |                     |                     | オリヴァー・マクバーニーベン・ブレアトン         | 6          |
| 2024-25  | チャンピオンシップ  | 46     |        |        |        |        |        |        | 位     |              |            |                     |                     |                                                  |            |

## 現所属メンバー
プレミアリーグ 2023-24シーズン 基本フォーメーション（3-5-2）
2024年7月26日
注：選手の国籍表記はFIFAの定めた代表資格ルールに基づく。
| No. | Pos. |                          | 選手名                             |
| --- | ---- | ------------------------ | ---------------------------------- |
| 1   | GK   | ウェールズ               | アダム・デイヴィス ()              |
| 5   | DF   | アメリカ合衆国           | オーストン・トラスティ ★           |
| 7   | FW   | イングランド             | リアン・ブリュースター () ()       |
| 8   | MF   | オランダ                 | グスタヴォ・ヘイメル ()            |
| 13  | GK   | クロアチア               | イヴォ・グルビッチ                 |
| 15  | DF   | ボスニア・ヘルツェゴビナ | アネル・アフメドジッチ ()          |
| 19  | DF   | イングランド             | ジャック・ロビンソン               |
| 21  | MF   | ブラジル                 | ヴィニシウス・ジ・ソウザ・コスタ ★ |
| 22  | MF   | イングランド             | トム・デイヴィス                   |
| 25  | MF   | チュニジア               | アニス・ベン・スリマン ()          |

| No. | Pos. |              | 選手名                            |
| --- | ---- | ------------ | --------------------------------- |
| 29  | DF   | アイルランド | サム・カーティス                  |
| 30  | MF   | イングランド | オリー・アルブラスター            |
| 32  | FW   | デンマーク   | ウィリアム・オスラ ()             |
| 33  | DF   | ウェールズ   | リース・ノリントン＝デイヴィス () |
| 35  | MF   | イングランド | アンドレ・ブルックス ()           |
| 38  | DF   | イングランド | フェミ・セリキ ()                 |
| --  | FW   | ウェールズ   | キーファー・ムーア ()             |
| --  | MF   | イングランド | カラム・オヘア ()                 |
| --  | DF   | イングランド | ジェイミー・シャクルトン          |
| --  | DF   | イングランド | サム・マッカラム                  |

※括弧内の国旗はその他保有国籍、もしくは市民権、星印はEU圏外選手を示す。
監督
- クリス・ワイルダー

### ローン移籍選手
in
注：選手の国籍表記はFIFAの定めた代表資格ルールに基づく。
| No. | Pos. |  | 選手名 |
| --- | ---- |  | ------ |

out
注：選手の国籍表記はFIFAの定めた代表資格ルールに基づく。
| No. | Pos. |  | 選手名 |
| --- | ---- |  | ------ |

## 歴代監督
2021年11月25日現在
| 名前                           | 国             | 就任           | 退任           | 試  | 勝  | 分 | 負 | 勝率 % |
| ------------------------------ | -------------- | -------------- | -------------- | --- | --- | -- | -- | ------ |
| ガリー・スピード               | ウェールズ     | 2010年8月17日  | 2010年12月14日 | 18  | 6   | 9  | 3  | 33.33% |
| ジョン・カーヴァー (暫定)      | イングランド   | 2010年12月14日 | 2010年12月30日 | 3   | 1   | 2  | 0  | 33.33% |
| ミッキー・アダムス             | イングランド   | 2010年12月30日 | 2011年5月10日  | 24  | 4   | 15 | 5  | 16.67% |
| ダニー・ウィルソン             | イングランド   | 2011年5月27日  | 2013年4月10日  | 106 | 55  | 31 | 20 | 51.89% |
| クリス・モーガン (暫定)        | イングランド   | 2013年4月10日  | 2013年6月10日  | 7   | 2   | 2  | 3  | 28.57% |
| デヴィッド・ウィアー           | スコットランド | 2013年6月10日  | 2013年10月11日 | 13  | 1   | 2  | 10 | 7.69%  |
| クリス・モーガン (暫定)        | イングランド   | 2013年10月11日 | 2013年10月23日 | 3   | 1   | 1  | 1  | 33.33% |
| ナイジェル・クラフ             | イングランド   | 2013年10月23日 | 2015年5月25日  | 104 | 49  | 30 | 25 | 47.12% |
| ナイジェル・アドキンス         | イングランド   | 2015年6月2日   | 2016年5月12日  | 54  | 22  | 14 | 18 | 40.74% |
| クリス・ワイルダー             | イングランド   | 2016年5月12日  | 2021年3月14日  | 227 | 106 | 47 | 74 | 46.7%  |
| ポール・ヘッキンボトム（暫定） | イングランド   | 2021年3月13日  | 2021年5月27日  | 11  | 3   | 0  | 8  | 27.27% |
| スラヴィシャ・ヨカノヴィッチ   | セルビア       | 2021年5月27日  | 2021年11月25日 | 22  | 8   | 6  | 8  | 36.36% |
| ポール・ヘッキンボトム         | イングランド   | 2021年11月25日 | 2023年12月5日  | 0   | 0   | 0  | 0  | 0%     |
| クリス・ワイルダー             | イングランド   | 2023年12月5日  |                |     |     |    |    |        |

## 歴代所属選手
- ウィリアム・フォルク 1894-1905
- ハーバート・チャップマン 1902-1903
- キース・エドワーズ 1975-1978
- マーティン・ピータース 1980-1981
- ヴィニー・ジョーンズ 1990-1991
- アラン・ケリー・ジュニア 1992-1999
- ロジェル・ニルセン 1993-1999
- ディーン・ソーンダース 1997-1998
- トライアノス・デラス 1997-1999
- フィル・ジャギエルカ 1997-2007, 2019-2021
- ポール・マグラー 1997-1998
- スティーヴ・ブルース 1998-1999
- イアン・ラッシュ 1998
- マーカス・ベント 1999-2000
- マイケル・ブラウン 1999, 2000-2004
- パディ・ケニー 2002-2010
- ブライアン・ディーン 2005-2006
- 郝海東 2005-2007
- 李鉄 2006-2008
- クロード・デイヴィス 2006-2007
- デヴィッド・カーニー 2007-2009
- イアイン・ターナー 2007
- ギャリー・ネイスミス 2007-2010
- ジェームズ・ビーティー 2007-2009
- リー・マーティン 2008
- 孫継海 2008
- ガリー・スピード 2008-2010
- アンソニー・ストークス 2008
- デイビッド・コッテリル 2008-2010
- ウーゴ・エヒオグ 2008-2009
- カイル・ウォーカー 2008-2010
- マーク・イェイツ 2010-2011
- チェド・エバンス 2009-2012